# Білс (Мен)
Білс (англ. Beals) — місто (англ. town) в США, в окрузі Вашингтон штату Мен. Населення — 443 особи (2020).

## Демографія
Згідно з переписом 2010 року, у місті мешкало 508 осіб у 228 домогосподарствах у складі 147 родин. Було 361 помешкання
Расовий склад населення:
| - 97,8 % — білих - 0,8 % — корінних американців - 0,8 % — чорних або афроамериканців |

До двох чи більше рас належало 0,6 %. Частка іспаномовних становила 0,0 % від усіх жителів.
За віковим діапазоном населення розподілялося таким чином: 16,9 % — особи молодші 18 років, 60,9 % — особи у віці 18—64 років, 22,2 % — особи у віці 65 років та старші. Медіана віку мешканця становила 48,1 року. На 100 осіб жіночої статі у місті припадало 104,8 чоловіків;  на 100 жінок у віці від 18 років та старших — 101,9 чоловіків також старших 18 років.
Середній дохід на одне домашнє господарство  становив 60 216 доларів США (медіана — 50 192), а середній дохід на одну сім'ю — 77 854 долари (медіана — 63 438). Медіана доходів становила 55 417 доларів для чоловіків та 50 833 долари для жінок. За межею бідності перебувало 11,4 % осіб, у тому числі 8,9 % дітей у віці до 18 років та 10,9 % осіб у віці 65 років та старших.
Цивільне працевлаштоване населення становило 186 осіб. Основні галузі зайнятості: сільське господарство, лісництво, риболовля — 45,7 %, освіта, охорона здоров'я та соціальна допомога — 28,0 %, роздрібна торгівля — 10,2 %, оптова торгівля — 4,3 %.